# Umarkhed
Umarkhed är en ort i Indien.   Den ligger i distriktet Yavatmal och delstaten Maharashtra, i den centrala delen av landet, 1 000 km söder om huvudstaden New Delhi. Umarkhed ligger 424 meter över havet och antalet invånare är 35 265.
Terrängen runt Umarkhed är platt. Runt Umarkhed är det ganska tätbefolkat, med 192 invånare per kvadratkilometer. Umarkhed är det största samhället i trakten. Trakten runt Umarkhed består till största delen av jordbruksmark.